# 貝蛺蝶屬
貝蛺蝶屬（學名：Bassarona）是線蛺蝶亞科翠蛺蝶族中的一個屬，物種分佈於東洋界之中南半島及大巽他群島﹐小數廣泛分佈至華萊士線另一邊的小巽他群島。

## 物種
- 東亞貝蛺蝶 （B. dunya） (Doubleday, [1848])
- 杜貝蛺蝶 （B. durga） (Moore, [1858])
- 娥皇貝蛺蝶 （B. ehuangensis） (Wong, 2004)
- 伊瓦貝蛺蝶 （B. iva） (Moore, [1858])
- 臘貝蛺蝶 （B. labotas） (Hewitson, 1864)
- 皮貝蛺蝶 （B. piratica） (Semper, 1888)
- 直貝蛺蝶 （B. recta） (de Nicéville, 1886)
- 貝蛺蝶 （B. teuta） (Doubleday, [1848])
- B. byakko (Uehara & Yoshida, 1995)

## 文獻
- 壽建新, 周堯, 李宇飛. . 陝西科學技術出版社. 2006. ISBN 7536936761.

## 外部連結
- 维基共享资源上的相關多媒體資源：貝蛺蝶屬
- 維基物種上的相關：貝蛺蝶屬